# (10119) Remarque
(10119) Remarque (1992 YC1) – planetoida z pasa głównego asteroid okrążająca Słońce w ciągu 5,53 lat w średniej odległości 3,13 j.a. Odkryta 18 grudnia 1992 roku.